# Hemionitis subcordata
Hemionitis subcordata är en kantbräkenväxtart som först beskrevs av D. C. Eat. och George Edward Davenport, och fick sitt nu gällande namn av John T. Mickel. Hemionitis subcordata ingår i släktet Hemionitis och familjen Pteridaceae. Inga underarter finns listade.